# 褐苞薯蓣
褐苞薯蓣（学名：Dioscorea hamiltonii）又名假山藥薯、毛褐苞薯蓣，是薯蓣科薯蓣属的植物。分布在越南以及中国大陆的云南、贵州、湖南、广西、广东等地，生长于海拔100米至1,950米的地区，常生长在路旁、山坡、山谷杂木林中以及灌丛中，目前尚未由人工引种栽培。